# 김일중 (방송인)
김일중(1979년 8월 30일 ~ )은 대한민국의 프리랜서 방송인이다.

## 생애
김일중은 1979년 8월 30일 태어나 충남대학교 언론정보학과를 나왔고, 2004년 춘천MBC 아나운서를 거쳐 2005년 10월 SBS 공채 13기 아나운서로 입사하였다가 이후 2015년 9월 1일을 기하여 프리랜서를 선언하며 SBS를 퇴사하였다.
2015년부터 2020년 5월달까지는 아이오케이 컴퍼니에 적을 두였던 상태였으나,2020년 아이오케이 컴퍼니 구조조정의 여파로 임시 소속사인 블리스 엔터테인먼트에 적을 두며 활동했으나,2021년 이후로 기존의 아이오케이 컴퍼니 소속 예능 전문 연예인 30여 명과 새롭게 합류한 김희재,조명섭,양지은,고재근,이찬원,박지현 등의 사단법인 장윤정컴퍼니 소속 연예인들과 전 KBS아나운서 도경완/최은경/박은영+전 mbc 아나운서 출신 방송인 부부 "오상진-김소영 커플"CJ 홈쇼핑 소속 쇼호스트 이민웅 등과 함께 초록뱀 enm 사로 이적하게 되었다.
2008년 4월 19일 YTN의 아나운서 윤재희와 결혼하였다.

## 학력
- 충남대학교 언론정보학과 학사

## 출연작

### 방송
- 춘천MBC TV 《MBC 뉴스투데이 강원》
- 춘천MBC TV 《MBC 뉴스 강원》
- SBS TV《좋은 아침》
- SBS TV《생방송 투데이》
- SBS TV《SBS 뉴스 (주말)》
- SBS TV《한밤의 TV연예》
- SBS TV《SBS 컬처클럽》
- SBS TV《긴급출동 SOS 24》
- SBS TV《글로벌 붕어빵》
- SBS TV《자기야 - 백년손님》
- 채널A《풍문으로 들었쇼》
- tvN《SNL 코리아 시즌6》
- O tvN《어쩌다 어른》
- EBS 1TV《엄마 밥》
- EBS 1TV《장학퀴즈》
- XTM《더 벙커 시즌 7》
- KBS 2TV《해피투게더 3》
- KBS Joy《최강 男女》
- KBS 2TV《1 대 100》
- 채널A《잘 살아보세》
- MBC every1《리턴 투 컴퍼니》
- 채널A《풍문으로 들었쇼》
- EBS 1TV《숨은 한국 찾기》
- KBS 2TV《살림하는 남자들》
- 코미디TV《운빨 레이스》
- 엠넷《서바이벌 모모랜드를 찾아서》
- MBC TV《은밀하게 위대하게》
- KBS 2TV《하숙집 딸들》
- YTN 사이언스《과학예능 도전하쇼》
- 채널A《맛있는 토요일 밥 한번 먹자》
- TV조선 《살림 9단의 만물상》
- TV조선 《별별톡쇼》
- 엠넷《아이돌학교》
- MBC TV《황금어장 라디오스타》내꽃길은 내가깐다
- JTBC《히든싱어 5》
- MBC 에브리원《비디오스타》
- KBS 2TV《퀴즈 위의 아이돌》
- OBS경인TV《박미선과 돈워리돈해피》
- KBS 2TV 《불후의 명곡 - 전설을 노래하다》
- TV조선 《부캐전성시대》

### 드라마
- 2015년 SBS 《이혼변호사는 연애중》 - 프로그램 MC 역
- 2019년 JTBC 《으라차차 와이키키 2》 - 도전 퀴즈왕 MC 역 (특별출연)
- 2020년 JTBC 《이태원 클라쓰》 - 최강 포차 MC 역 (특별출연)

### 영화
- 2023년 드림 - 연예중계 남자 MC

### 뮤직비디오
- 2019년 하유비 - 평생 내 편

### 라디오
- 2005년 춘천MBC FM4U 《김일중의 정오의 희망곡》
- 2005년 춘천MBC 표준FM 《MBC 3시 뉴스》
- 2005년 춘천MBC 표준FM 《MBC 5시 뉴스》
- 2005년 춘천MBC 표준FM 《MBC 저녁종합뉴스》
- 2007년 SBS 러브FM 《김지영, 김일중의 좋아 좋아》
- 2010년 SBS 러브FM 《김지선, 김일중의 세상을 만나자》
- 2021년 SBS 파워FM 《조정식의 펀펀투데이》 - 귀인 초대석 김환과 동반 출연. (2021년 8월 4일)
- 2021년 SBS 파워FM 《조정식의 펀펀투데이》 - 블랙박스로 듣는 세상 (2021년 11월 4일 ~ 2022년 9월 1일)
- 2022년 MBC FM4U 《오후의 발견 이지혜입니다》 - 금요일 코너 '나한테 왜이래'
- 2022년 MBC FM4U 《오후의 발견》 - 스페셜 DJ (2022년 1월 3일 ~ 1월 9일, 5월 23일 ~ 5월 29일 해당 주를 끝으로 오후의 발견은 종료되었다.)
- 2023년 MBC 표준FM 《여성시대》 - 스페셜 DJ (2023년 5월 18일 ~ 5월 21일)
- 2023년 MBC 표준FM 《여성시대》 - 정식 DJ (2023년 5월 29일 ~ 현재)

## 수상 목록
- 2014년 SBS 연예대상 예능 부문 뉴스타상
- 2014년 SBS 연예대상 러브FM 라디오 DJ상
- 2023년 MBC 방송연예대상 라디오 부문 남자 신인상 《여성시대》